# Canton de Tourouvre au Perche
Pour les articles homonymes, voir Tourouvre (homonymie).
Le canton de Tourouvre au Perche, précédemment appelé canton de Tourouvre, est une division administrative française située dans le département de l'Orne et la région Normandie.
À la suite du redécoupage cantonal de 2014, les limites territoriales du canton sont remaniées. Le nombre de communes du canton passe de 15 à 41.

## Géographie
Ce canton de la région naturelle du Perche est organisé autour de Tourouvre dans l'arrondissement de Mortagne-au-Perche. Son altitude varie de 172 m (Autheuil) à 311 m (Bubertré) pour une altitude moyenne de 231 m.

## Histoire
- Aux XIIe et XIIIe siècles, plusieurs villages du canton à l'instar de Normandel, de Moussonvilliers, de Saint-Maurice-lès-Charencey, dépendent de la baronnie de Châteauneuf-en-Thymerais qui défend le royaume de France face à la Normandie.

- Dès 1634, le Perche est devenu, grâce à l'apothicaire Robert Giffard, un des principaux foyers d'émigration vers la Nouvelle-France. Tourouvre fournira donc plusieurs colons à la colonie.

- De 1833 à 1848, les cantons de Longny et de Tourouvre avaient le même conseiller général. Le nombre de conseillers généraux était limité à 30 par département[6].

- 10 septembre 1926 : l'arrondissement de Mortagne-au-Perche est supprimé à la suite du décret Poincaré. Le canton de Tourouvre est transféré à l'arrondissement d'Alençon.
- 1er juin 1942 : l'arrondissement de Mortagne-au-Perche est rétabli et le canton de Tourouvre y est de nouveau rattaché.

- Par décret du 25 février 2014, le nombre de cantons du département est divisé par deux, avec mise en application aux élections départementales de mars 2015. Le canton de Tourouvre est conservé et s'agrandit. Il passe de 15 à 41 communes[4].

- À la suite du décret du 5 mars 2020, le canton prend le nom de son bureau centralisateur, Tourouvre au Perche[5].

## Représentation

### Conseillers d'arrondissement (de 1833 à 1940)
| Période                                  | Période      | Identité                                | Étiquette | Qualité |
| ---------------------------------------- | ------------ | --------------------------------------- | --------- | --- |
| 1833                                     | 1842         | M. Ragaine jeune                        |           | Maire de Préaux                                                                                             |
| 1842                                     | 1848         | Pierre Arnauld de La Briffe (1800-1869) |           | Garde du corps du Roi, officier de cavalerie, maire de Beaulieu                                             |
|                                          |              |                                         |           | |
| 1868                                     |              | M. Troussel                             |           | Propriétaire à Villiers-sous-Mortagne                                                                       |
|                                          |              |                                         |           | |
|                                          | 1900 (décès) | Jules Allard (1842-1900)                |           | Propriétaire à Tourouvre                                                                                    |
| 1900                                     | 1908 (décès) | M. Deslandes                            |           | Notaire à Tourouvre                                                                                         |
| 1908                                     | 1919         | Sosthène Victorien Olivier              |           | Propriétaire cultivateur, maire de Bivilliers                                                               |
| 1919                                     | 1928         | Albert Bailly                           | Rad.      | Propriétaire à Tourouvre                                                                                    |
| 1928                                     | 1940         | Émile René                              | Rad.      | Fondé de pouvoirs, maire de Randonnai                                                                       |
| 1940                                     |              |                                         |           | Les conseils d'arrondissement ont été suspendus par la loi du 12 octobre 1940 et n'ont jamais été réactivés |
| Les données manquantes sont à compléter. |              |                                         |           | |

### Conseillers généraux de 1833 à 2015
| Période          | Période      | Identité                                   | Étiquette    | Qualité |
| ---------------- | ------------ | ------------------------------------------ | ------------ | --- |
| 1833             | 1840         | Toussaint-Pierre-Louis-Samuel Castaing     |              | Maître particulier des Eaux et Forêts à Alençon, maire de Marchainville, ancien membre de la Convention, ancien membre du Conseil des Cinq-Cents          |
| 1840             | 1848         | Louis Servy                                |              | Entrepreneur, maire de Longny-au-Perche |
| 1848             | 1869 (décès) | Charles Léonce Gouhier, comte de Charencey | Droite       | Avocat, propriétaire, magistrat, résidant à Saint-Maurice-lès-Charencey, député (1848-1851)                                                               |
| 1869             | 1916 (décès) | Comte Hyacinthe Gouhier de Charencey       | Droite       | Propriétaire, maire de Saint-Maurice-lès-Charencey (1901-1916)                                                                                            |
| 1916             | 1919         | siège vacant                               |              | |
| 1919             | 1925         | Jacques Delapalme                          | URD          | Éleveur à La Poterie-au-Perche |
| 1925             | 1940         | Albert Bailly (1878-1955)                  | Rad.         | Propriétaire à Tourouvre, conseiller d'arrondissement |
|                  |              |                                            |              | |
| 1943             | 1945         | Jean Renouard-Larivière                    |              | Maire de Beaulieu, nommé conseiller départemental en 1943                                                                                                 |
|                  |              |                                            |              | |
| 1945             | 1966 (décès) | Émile René (1902-1966)                     | Rad.         | Fondé de pouvoirs, maire de Randonnai, ancien conseiller d'arrondissement                                                                                 |
| 30 décembre 1966 | 1994         | André Durand                               | DVD puis RPR | Chef de ventes, maire de Tourouvre |
| 1994             | 2015         | Guy Monhée                                 | DVD          | Chef d'entreprise d'exploitation forestière, vice-président du conseil général, maire de Tourouvre, président de la communauté de communes du Haut-Perche |

Le canton participe à l'élection du député de la deuxième circonscription de l'Orne.

### Conseillers départementaux à partir de 2015
| Période élective | Période élective | Mandat | Mandat   | Identité                       | Nuance | Nuance | Qualité |
| ---------------- | ---------------- | ------ | -------- | ------------------------------ | ------ | ------ | --- |
| 2015             | 2021             | 2015   | 2021     | Paule Klymko                   |        | DVD    | Chef d'entreprise d'une société de transports et de voyages, conseillère municipale de La Chapelle-Viel                                               |
| 2015             | 2021             | 2015   | 2021     | Guy Monhée                     |        | DVD    | Chef d'entreprise d'exploitation forestière retraité, maire de Tourouvre au Perche, président de la commission des routes et du développement durable |
| 2021             | 2028             | 2021   | en cours | Paule Klymko                   |        | DVD    | Conseillère sortante, adjointe au maire de La Chapelle-Viel                                                                                           |
| 2021             | 2028             | 2021   | en cours | Jean-Vincent du Lac de Fugères |        | DVD    | Cadre commercial, maire délégué de Longny-au-Perche, vice-président du conseil départemental                                                          |

### Résultats détaillés

#### Élections de mars 2015
À l'issue du 1er tour des élections départementales de 2015, trois binômes sont en ballottage : Marie-Caroline Docq et Patrick Fourny (FN, 33,48 %), Paule Klymko et Guy Monhée (DVD, 33,4 %) et Jean-Pierre Chevalier et Marie-Laure Des Brosses (DVD, 33,12 %). Le taux de participation est de 54,53 % (5 543 votants sur 10 165 inscrits) contre 54,04 % au niveau départemental et 50,17 % au niveau national.
Au second tour, Paule Klymko et Guy Monhée (DVD) sont élus avec 36,43 % des suffrages exprimés et un taux de participation de 58,16 % (2 053 voix pour 5 913 votants et 10 166 inscrits).

#### Élections de juin 2021
Le premier tour des élections départementales de 2021 est marqué par un très faible taux de participation (33,26 % au niveau national). Dans le canton de Tourouvre au Perche, ce taux de participation est de 37,18 % (3 740 votants sur 10 060 inscrits) contre 34,53 % au niveau départemental. À l'issue de ce premier tour, deux binômes sont en ballottage : Jean-Vincent Du Lac et Paule Klymko (DVD, 46,34 %) et Anne Laruelle et Franck Poirier (DVC, 35,13 %).
Le second tour des élections est marqué une nouvelle fois par une abstention massive équivalente au premier tour. Les taux de participation sont de 34,36 % au niveau national, 34,27 % dans le département et 37,87 % dans le canton de Tourouvre au Perche. Jean-Vincent Du Lac et Paule Klymko (DVD) sont élus avec 56 % des suffrages exprimés (2 001 voix pour 3 810 votants et 10 061 inscrits),,.

## Composition

### Composition avant 2015

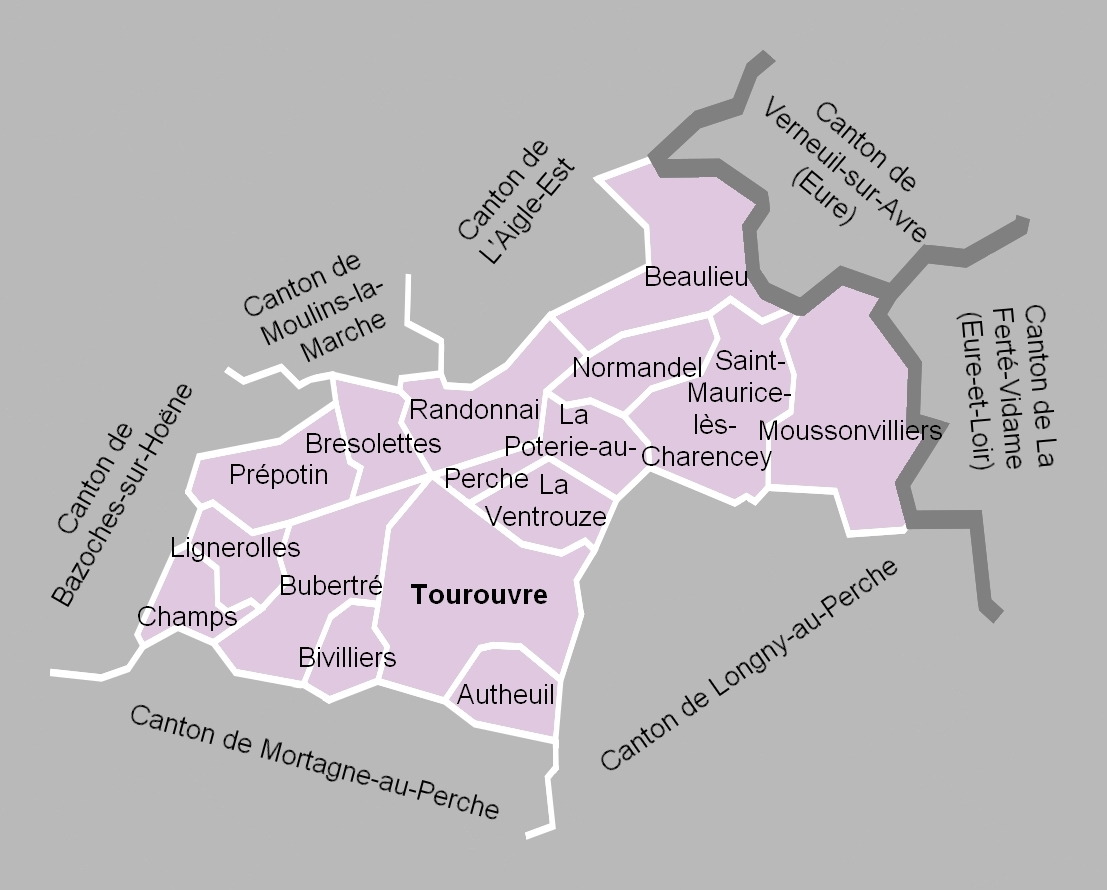
La carte des communes de l'ancien canton. Les cantons limitrophes étaient ceux de Bazoches-sur-Hoëne, de Moulins-la-Marche, de L'Aigle-Est, de Verneuil-sur-Avre, de La Ferté-Vidame, de Mortagne-au-Perche et de Longny-au-Perche.

Situation du canton dans l'arrondissement de Mortagne-au-Perche.

Le canton de Tourouvre regroupait quinze communes.
| Nom                         | Code Insee | Codepostal | Superficie (km2) | Population (dernière pop. légale) | Densité (hab./km2) |
| --------------------------- | ---------- | ---------- | ---------------- | --------------------------------- | ------------------ |
| Tourouvre (chef-lieu)       | 61491      | 61190      | 24,01            | 1 612 (2011)                      | 67                 |
| Autheuil                    | 61016      | 61190      | 6,22             | 144 (2011)                        | 23                 |
| Beaulieu                    | 61034      | 61190      | 18,06            | 211 (2012)                        | 12                 |
| Bivilliers                  | 61045      | 61190      | 4,15             | 66 (2011)                         | 16                 |
| Bresolettes                 | 61059      | 61190      | 5,84             | 22 (2011)                         | 3,8                |
| Bubertré                    | 61065      | 61190      | 13,72            | 142 (2011)                        | 10                 |
| Champs                      | 61090      | 61190      | 4,91             | 107 (2011)                        | 22                 |
| Lignerolles                 | 61226      | 61190      | 5,28             | 168 (2011)                        | 32                 |
| Moussonvilliers             | 61299      | 61190      | 21,94            | 228 (2011)                        | 10                 |
| Normandel                   | 61311      | 61190      | 7,43             | 94 (2010)                         | 13                 |
| La Poterie-au-Perche        | 61335      | 61190      | 7,88             | 166 (2011)                        | 21                 |
| Prépotin                    | 61338      | 61190      | 10,53            | 125 (2010)                        | 12                 |
| Randonnai                   | 61343      | 61190      | 11,22            | 826 (2010)                        | 74                 |
| Saint-Maurice-lès-Charencey | 61429      | 61190      | 16,19            | 582 (2010)                        | 36                 |
| La Ventrouze                | 61500      | 61190      | 7,06             | 115 (2012)                        | 16                 |

À la suite du redécoupage des cantons pour 2015, toutes les communes sont rattachées au nouveau canton de Tourouvre auquel s'ajoutent les treize communes du canton de Longny-au-Perche, deux communes du canton de L'Aigle-Est et onze du canton de Moulins-la-Marche.

#### Anciennes communes
Les anciennes communes suivantes étaient incluses dans le territoire du canton de Tourouvre antérieur à 2015 :
- Charencey, absorbée en 1815 par Saint-Maurice-lès-Charencey.
- La Trinité, absorbée en 1823 par Beaulieu.
- La Béhardière, absorbée en 1823 par Moussonvilliers.

### Composition depuis 2015
Lors du redécoupage de 2014, le canton de Tourouvre comprenait quarante-et-une communes entières.
À la suite de la création au 1er janvier 2016 des communes nouvelles de Longny les Villages et Tourouvre au Perche, le canton comprend désormais vingt-trois communes entières.
| Nom                                         | Code Insee | Intercommunalité       | Superficie (km2) | Population (dernière pop. légale) | Densité (hab./km2) | Modifier                                    |
| ------------------------------------------- | ---------- | ---------------------- | ---------------- | --------------------------------- | ------------------ | ------------------------------------------- |
| Tourouvre au Perche (bureau centralisateur) | 61491      | CC des Hauts du Perche | 93,76            | 2 989 (2022)                      | 32                 | modifier les données · modifier les données |
| Les Aspres                                  | 61422      | CC des Pays de L'Aigle | 23,21            | 620 (2022)                        | 27                 | modifier les données · modifier les données |
| Auguaise                                    | 61012      | CC des Pays de L'Aigle | 2,25             | 197 (2022)                        | 88                 | modifier les données · modifier les données |
| Beaulieu                                    | 61034      | CC des Hauts du Perche | 18,06            | 203 (2022)                        | 11                 | modifier les données · modifier les données |
| Bizou                                       | 61046      | CC des Hauts du Perche | 9,04             | 141 (2022)                        | 16                 | modifier les données · modifier les données |
| Bonnefoi                                    | 61052      | CC des Pays de L'Aigle | 5,39             | 189 (2022)                        | 35                 | modifier les données · modifier les données |
| Bonsmoulins                                 | 61053      | CC des Pays de L'Aigle | 7,57             | 232 (2022)                        | 31                 | modifier les données · modifier les données |
| Brethel                                     | 61060      | CC des Pays de L'Aigle | 2,97             | 136 (2022)                        | 46                 | modifier les données · modifier les données |
| La Chapelle-Viel                            | 61100      | CC des Pays de L'Aigle | 11,79            | 289 (2022)                        | 25                 | modifier les données · modifier les données |
| Charencey                                   | 61429      | CC des Hauts du Perche | 45,56            | 755 (2022)                        | 17                 | modifier les données · modifier les données |
| Crulai                                      | 61140      | CC des Pays de L'Aigle | 22,50            | 803 (2022)                        | 36                 | modifier les données · modifier les données |
| La Ferrière-au-Doyen                        | 61162      | CC des Pays de L'Aigle | 22,47            | 156 (2022)                        | 6,9                | modifier les données · modifier les données |
| Les Genettes                                | 61187      | CC des Pays de L'Aigle | 6,54             | 162 (2022)                        | 25                 | modifier les données · modifier les données |
| L'Hôme-Chamondot                            | 61206      | CC des Hauts du Perche | 15,92            | 260 (2022)                        | 16                 | modifier les données · modifier les données |
| Irai                                        | 61208      | CC des Pays de L'Aigle | 14,85            | 609 (2022)                        | 41                 | modifier les données · modifier les données |
| Longny les Villages                         | 61230      | CC des Hauts du Perche | 151,76           | 2 826 (2022)                      | 19                 | modifier les données · modifier les données |
| Le Mage                                     | 61242      | CC des Hauts du Perche | 25,34            | 217 (2022)                        | 8,6                | modifier les données · modifier les données |
| Le Ménil-Bérard                             | 61259      | CC des Pays de L'Aigle | 7,33             | 68 (2022)                         | 9,3                | modifier les données · modifier les données |
| Les Menus                                   | 61274      | CC des Hauts du Perche | 11,81            | 241 (2022)                        | 20                 | modifier les données · modifier les données |
| Moulins-la-Marche                           | 61297      | CC des Pays de L'Aigle | 13,14            | 717 (2022)                        | 55                 | modifier les données · modifier les données |
| Le Pas-Saint-l'Homer                        | 61323      | CC des Hauts du Perche | 9,43             | 128 (2022)                        | 14                 | modifier les données · modifier les données |
| Saint-Hilaire-sur-Risle                     | 61406      | CC des Pays de L'Aigle | 6,61             | 291 (2022)                        | 44                 | modifier les données · modifier les données |
| La Ventrouze                                | 61500      | CC des Hauts du Perche | 7,06             | 122 (2022)                        | 17                 | modifier les données · modifier les données |
| Canton de Tourouvre au Perche               | 6120       |                        | 534,36           | 12 351 (2022)                     | 23                 | modifier les données                        |

## Démographie

### Démographie avant 2015
| 1962  | 1968  | 1975  | 1982  | 1990  | 1999  | 2006  | 2011  | 2012  |
| ----- | ----- | ----- | ----- | ----- | ----- | ----- | ----- | ----- |
| 4 815 | 4 876 | 5 175 | 4 826 | 4 455 | 4 363 | 4 547 | 4 638 | 4 553 |

### Démographie depuis 2015
En 2022, le canton comptait 12 351 habitants, en évolution de −5,36 % par rapport à 2016 (Orne : −3,21 %, France hors Mayotte : +2,11 %).
| 2013   | 2018   | 2022   |
| ------ | ------ | ------ |
| 13 360 | 12 857 | 12 351 |